# Mennica

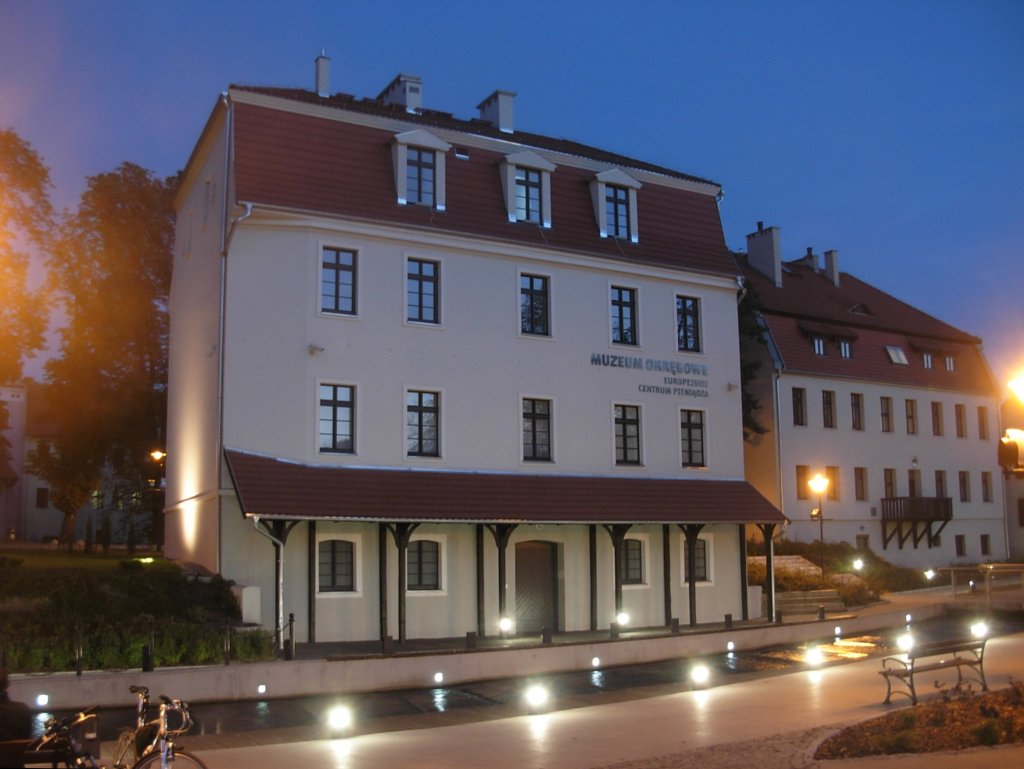
Europejskie Centrum Pieniądza na Wyspie Młyńskiej w Bydgoszczy, w miejscu dawnej mennicy lokalnej

Mennica – zakład zajmujący się mincerstwem, czyli produkcją (wybijaniem) monet, medali oraz stempli. 

## Wiadomości wstępne
Historycznie pojęcie to z reguły utożsamiano z mennicą panującego władcy (królewską lub książęcą), a w późniejszych latach mennicą państwową, mającymi monopol na bicie monet obiegowych i medali, a także na wytwarzanie urzędowych wyrobów grawersko-medalierskich, takich jak ordery, odznaczenia i pieczęcie państwowe.
Pierwsze znane mennice powstały w VII wieku p.n.e. w Azji Mniejszej u Lidyjczyków i Jonów. Później własne mennice otwierały liczne greckie miasta-państwa (poleis), co sprawiło, iż w strefie oddziaływania śródziemnomorskiej cywilizacji Greków powstało ich łącznie około 1400.
W średniowiecznej Europie od czasu reformy podjętej przez Karola Wielkiego zakładanie innych mennic poza państwowymi (monarszymi) uzależnione było od tzw. regale menniczego – wyjątkowego prawa bicia własnej monety przyznawanego przez władcę zwierzchniego (suwerena), zazwyczaj feudałom świeckim i kościelnym. Od drugiej połowy X wieku następuje wzrost liczby mennic książęcych, hrabiowskich, biskupich i arcybiskupich.
Na ziemiach polskich za panowania Bolesława Śmiałego mennica królewska (centralna) w Krakowie mieściła się przypuszczalnie na Wawelu, lecz moneta wytwarzana w niej miała jedynie ograniczony obieg (głównie w Małopolsce). Wkrótce jednak własne monety już wypuszczał możnowładca Sieciech, zapewne korzystając z prawa menniczego udzielonego przez Władysława Hermana. Po rozbiciu dzielnicowym (od 1138) poszczególni książęta uruchamiali własne mennice, niezależnie emitując swój pieniądz, co ostatecznie zniweczyło krótkotrwałą jedność polskiej monety. W okresie tym obok zwierzchniej (senioralnej) działało przynajmniej 6 mennic władców dzielnicowych (Gniezno, Poznań, Kalisz, Inowrocław, Płock, Wrocław) oraz jedna arcybiskupia, wypuszczających wielomilionowe emisje pieniądza o coraz mniejszej wadze i wartości.

## Mennice w średniowieczu

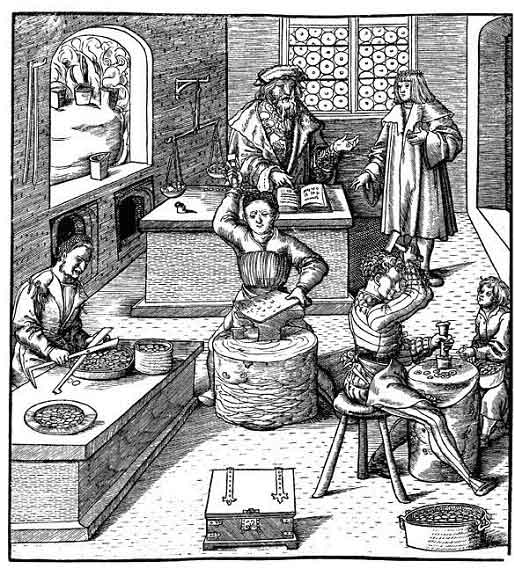
Wnętrze XVI-wiecznej niemieckiej mennicy: w piecu po lewej widoczne tygle do topienia metalu, pośrodku pracownik rozklepujący blachę, z lewej obcinający nożycami krążki mennicze, z prawej mincerz wybijający monety z gotowych krążków podawanych przez pomocnika; na drugim planie władca (cesarz Maksymilian) obok probierza (wardajna) za stołem, sprawdzającego na wadze monety (drzeworyt H. Burgkmaira starszego)

Typowa średniowieczna mennica była zespołem paru budynków, zwykle osadzonym w miejscu dobrze chronionym ze względu na ilość przetrzymywanego tam kruszcu. W budynkach trzymano narzędzia służące do przetopu kruszcu, formowania krążków (względnie „płacideł” innego kształtu) czy ich obrabiania. W zależności od swej wielkości mennica mogła prowadzić jeden lub więcej tzw. warsztatów menniczych, z których każdy był samodzielny w procesie produkcji monet.
Pracą mennicy kierował mincmistrz, który był także często jej dzierżawcą. Ponadto pracowało w niej do kilkudziesięciu mincerzy, którzy zajmowali się poszczególnymi etapami wyrobu monet, takimi jak: oczyszczanie metalu, odlewanie blach, wybijanie bądź wycinanie krążków (czasem też oklepywanie ich krawędzi młotkiem), wreszcie wybijanie wyobrażeń za pomocą stempli, uprzednio rytowanych przez wyspecjalizowanych w tym rzemieślników. Nad jakością merytoryczną przekazów umieszczanych na stemplach czuwał tzw. pisarz (w Polsce na stałe w mennicy od czasów Bolesława Kędzierzawego).
Do kompetencji mincmistrza mennicy książęcej lub królewskiej (w zależności od umowy z władcą) mogło także należeć osobiste kierowanie operacją renovatio monetae, a nawet zdobywanie kruszcu na potrzeby mennicy.
W okresie średniowiecza powszechnym zjawiskiem były prywatne mennice bijące monetę fałszywą.

## Mennice na ziemiach polskich

### Średniowiecze
Początki polskiego mennictwa sięgają drugiej połowy X w., kiedy Mieszko I założył pierwszą mennicę. Owa tzw. mennica książęca ulokowana była w ośrodku władzy polskiego księcia, najpierw w Gnieźnie, później w Krakowie. W czasach Bolesława Szczodrego funkcjonowała mennica wrocławska emitująca denary z napisem BOLIZLAUS DUX na awersie. Nie jest znana jej lokalizacji. Przekonania o biciu monety we Wrocławiu przez Chrobrego zostały sfalsyfikowane przez Stanisława Suchodolskiego.
Nie jest zupełnie pewne, w jakich miejscach lokowane były mennice książęce we wczesnośredniowiecznej Polsce, choć przyjmuje się, że do czasu rozbicia dzielnicowego było ich kilka, w tym z pewnością Kraków i Wrocław, Płock, Gniezno.
Pierwsze mennice prywatne powstały w Polsce za sprawą palatyna Sieciecha, który umiejscowił je w swych włościach. Jedna najprawdopodobniej znajdowała się pod Kruszwicą, druga pod Krakowem.

### Technika mennicza

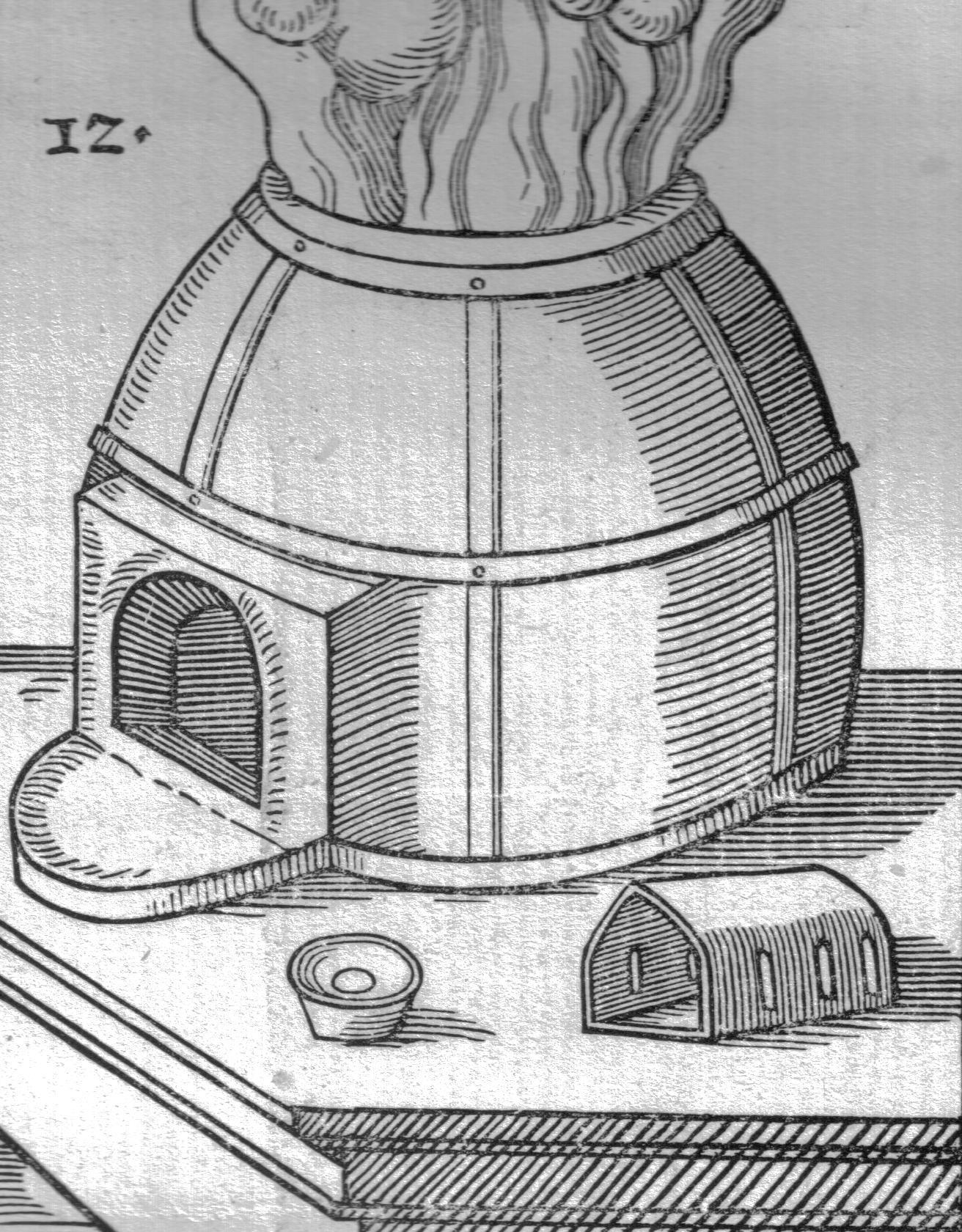
Piec menniczy

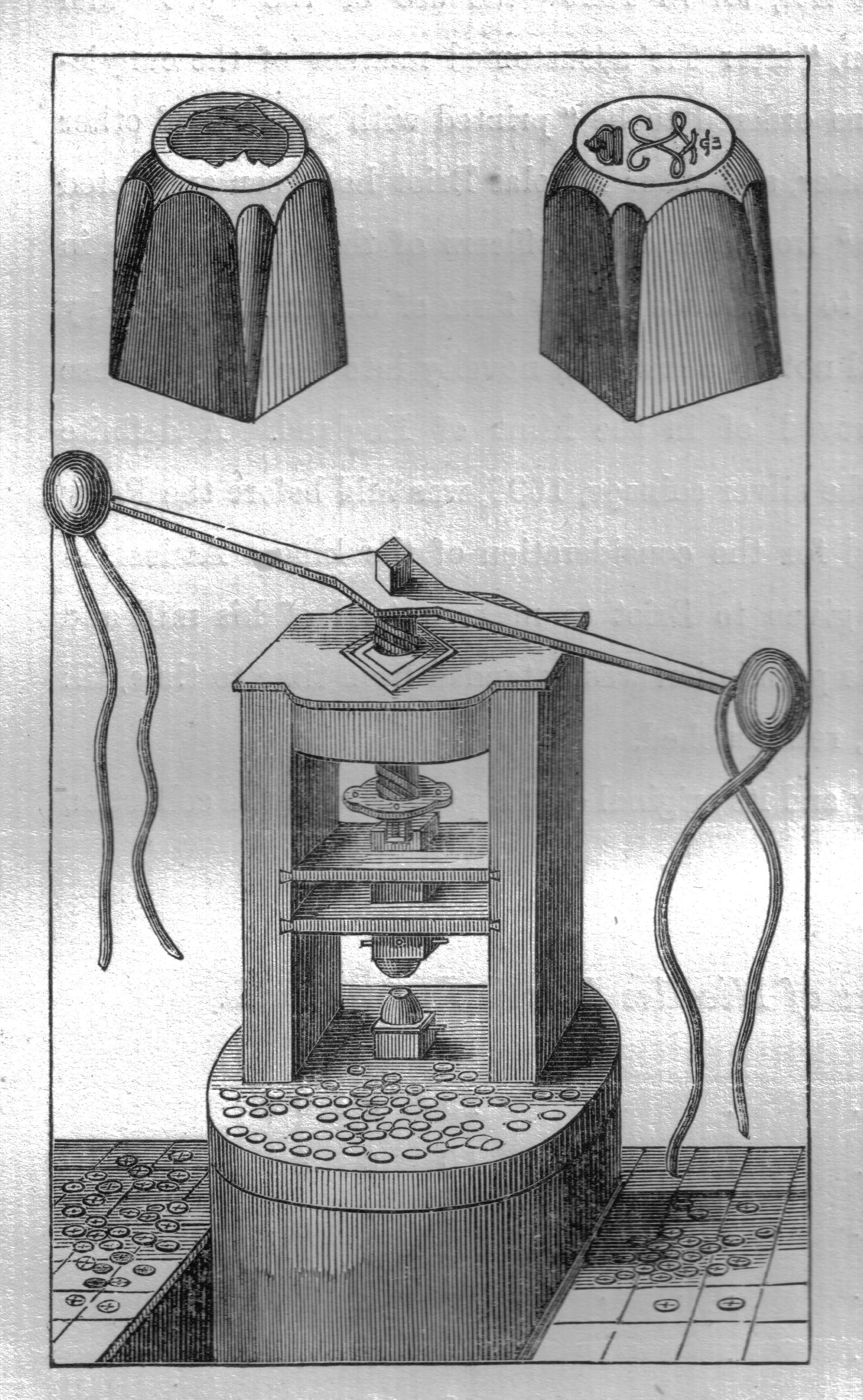
Prasa mennicza mimośrodowa (balansówka)

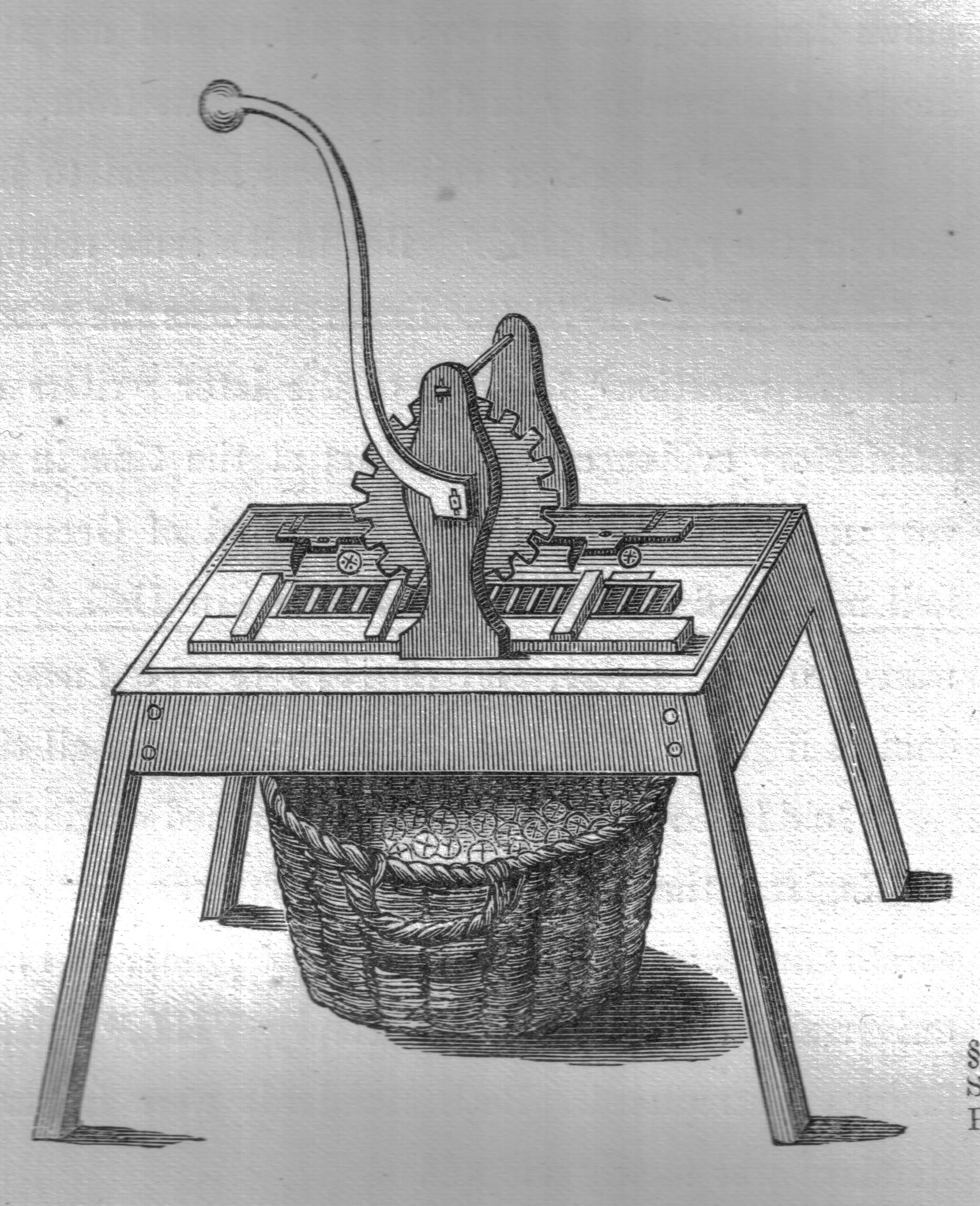

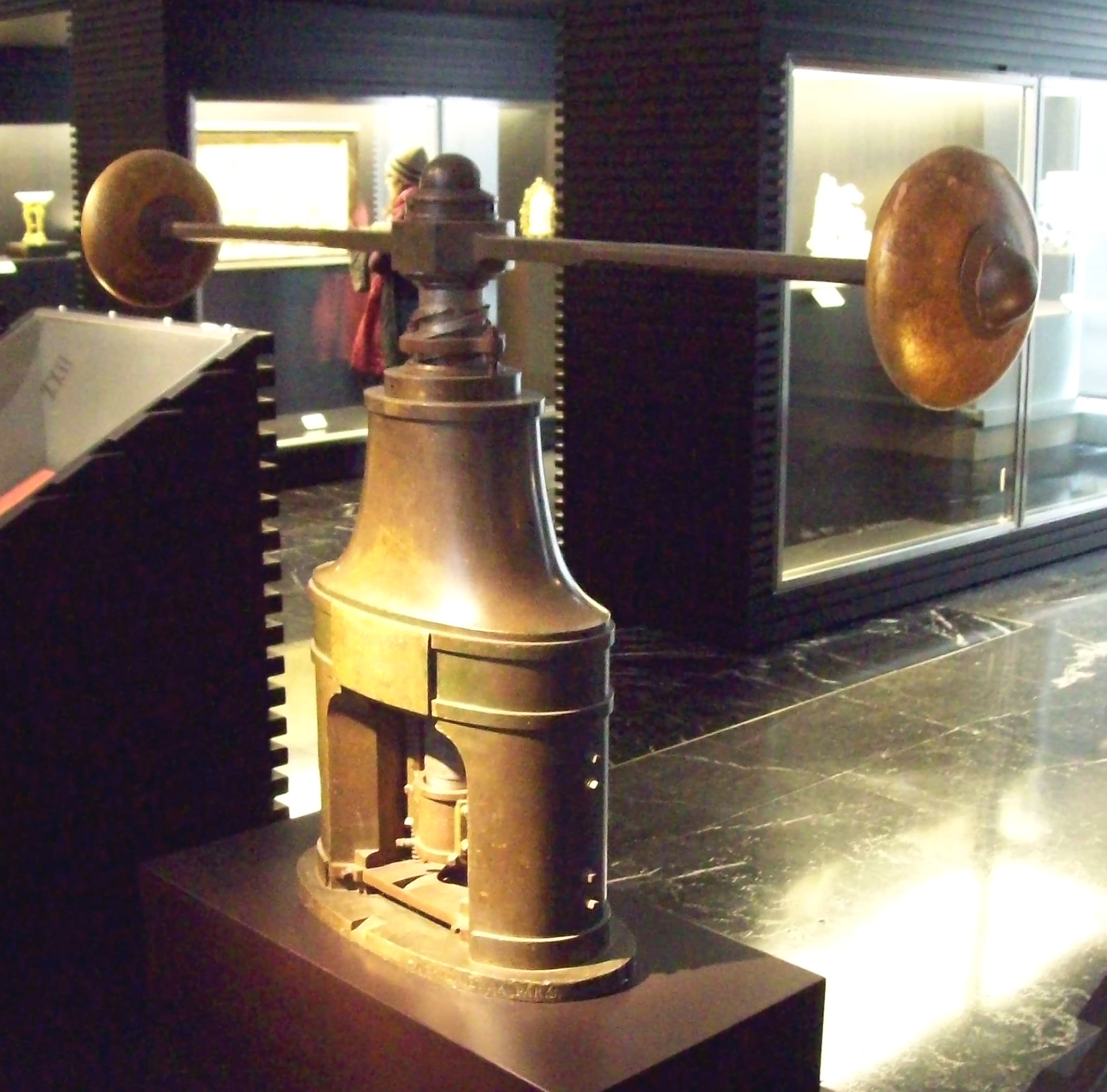
Prasa mennicza mimośrodowa (balansówka)

Proces produkcji monet był oparty na technikach stosowanych przez złotnictwo:
- puncowanie – opracowanie powierzchni przedmiotów puncami w celu uzyskania wyrazistości dekoracji;
- repusowanie (trybowanie) – wykuwanie na zimno puncami lub młotkami odpowiedniej formy na przedmiocie;
- grawerowanie – wykonywanie na powierzchni przedmiotów zarysów liter, cyfr, stempli, oraz innych form;
- cyzelowanie – ostateczne wykończenie powierzchni przedmiotu poprzez usunięcie naddatków metalu, wygładzenie niezdobionych miejsc oraz dopracowanie ostatecznego kształtu przedmiotu przez użycie różnego typu dłut i pilników

#### Stop menniczy
Cały cykl produkcyjny rozpoczynał się od sporządzenia: stopu metalu, z którego później wybijano monety.
- Najistotniejszym zabiegiem było oczyszczenie srebra z różnych domieszek, gdyż zarówno srebro w postaci wycofanych monet i zakupionych przedmiotów srebrnych, jak i srebro pochodzące prosto z kopalni nigdy nie było w czystej postaci, zwanej fajnem. Pokruszone na kawałki srebro z dodatkiem ołowiu prażono w glinianych naczyniach wyłożonych popiołem bukowym zmieszanym z przepalonymi kośćmi, a przykrytych warstwą węgla drzewnego. Po każdym prażeniu pobierano próby aż do chwili uzyskania czystego kruszcu i otrzymywano drobne kuleczki tego metalu.
- Z czystego srebra i miedzi śrutowanej sporządzano stóp zgodny z ordynacją, a czuwał nad tym urzędnik zwany wardajnem.
- Płynny stop formowano w sztabki, które następnie rozklepywano w celu uzyskania blachy odpowiedniej grubości.
- Z blachy wycinano nożycami małe prostokąciki, klepane następnie młotkiem, aż się zaokrągliły, bądź też wycinano regularne krążki za pomocą przebijaka.
- prawo chełmińskie w artykule 22 reguluje zasady bicia monety: denarów bitych z dobrego i czystego srebra i dlatego krążki oczyszczano z brudu, a następnie bielono grzejąc je w ogniu oraz poddawano działaniu soli i kwasu winnego. Celem tych zabiegów było maksymalne usunięcie miedzi z powierzchni krążka, co podnosiło walory zewnętrzne monety, wyglądającej, jak gdyby wykonano ją z lepszego srebra. W efekcie tych zabiegów na powierzchni krążka pozostawała usunięta warstewka miedzi, a więc gąbczasta i łatwo ścierająca się po pewnym czasie używania monety.
- Tak przygotowane krążki sprawdzano pod względem ciężaru, a jeśli się on zgadzał – przystępowano do bicia.

#### Czystość srebra
W czasach, gdy srebro używane było do bicia monet, podstawową jednostką wagi, której używano przy ustalaniu stopy menniczej była grzywna lub jej odpowiednik – marka. Na podstawie ordynacji menniczej z jednej grzywny (lub marki) srebra o określonej próbie bito ustaloną liczbę monet. Grzywna dzieliła się na 16 łutów, toteż czyste srebro było 16-łutowe (16 łutów srebra na 16 łutów stopu). Analogicznie srebro 15-łutowe zawierało 15/16 srebra (czyli 937.5‰), 14-łutowe – 14/16 srebra (czyli 875‰) itd. Łut, który tak jak karat dla stopów złota, był miarą próby srebra, zaczął tracić swoje znaczenie wraz z końcem bimetalizmu, kiedy to waluty krajowe przestały opierać się na srebrze, przechodząc w całości na złoto. Odtąd zawartość srebra w stopie podawana jest w promilach, choć nawet dziś używane w jubilerstwie stopy srebra bardzo często mają próbę łutową

#### Bicie monet
W starożytności i w całym średniowieczu, a także w czasach nowożytnych stosowano ręczną technikę bicia monet za pomocą pary stempli menniczych.
- Stemple wykonywano z żelaza, którego powierzchnię rozhartowywano w celu łatwiejszego naniesienia wzoru. W starożytności stemple grawerowano, uzyskując głęboki relief. Wymagało to wielu godzin pracy. W średniowieczu stosowano, zwłaszcza dla denarów, szybszą technikę puncowania, tzn. wybijania puncami na powierzchni stempla kreseczek, kółeczek, trójkącików układających się w rysunki i litery. Jeden stempel można było w ten sposób sporządzić w 15 minut (bardziej złożony stempel awersu – w 30 minut). Do wytłaczania na krążkach stempli używano nieruchomego, osadzonego w pniu drzewa stempla dolnego (awersu) i ruchomego, trzymanego w ręku stempla górnego (rewersu), w który uderzano z góry młotem. Stempel górny, narażony na bezpośrednie ciosy młota, szybciej się niszczył, toteż do 1 stempla dolnego dorabiano 3–4 górne.

Średniowieczne cienkie monety o płaskim reliefie mogła bić jedna osoba trzymająca w lewej dłoni stempel górny, a w prawej młot. Głębszy relief wymagał kilku uderzeń młotem. Parą stempli można było wybić do 10 000 monet.
- Brakteaty bito jednym górnym stemplem; zamiast stempla dolnego podkładano pod cienkie blaszki skórę.

Cienkie i łamliwe brakteaty nie pozostawały długo w obiegu pieniężnym. Główną przyczyną krótkiego żywota poszczególnych typów tych monet nie była ich kruchość, ale przymusowa wymiana monet starej emisji na nowe, określana w źródłach pisanych terminem „renovatio monetae”. Korzyści z wymiany czerpał oczywiście emitent, który, zakazując używania starych monet, wypuszczał na rynek nowe brakteaty, gorsze od poprzednich. Dla odróżnienia starych, zakazanych monet od nowych, bogatszych i okazalszych, umieszczano na nich nowe rysunki.
Nad merytoryczną jakością przekazów umieszczanych na stemplach czuwał tzw. pisarz (w Polsce na stałe w mennicy od czasów Bolesława Kędzierzawego).
Zjawisko to obserwować można od połowy XII w. w Szwabii, Frankonii, Turyngii, Brandenburgii, Meklemburgii, Skandynawii, w Czechach, a także na Pomorzu, na Śląsku i w innych dzielnicach Polski.

#### Mechanizacja prac
W XVI i XVII w. do mennic europejskich zaczęła wkraczać mechanizacja. Stefan Batory po objęciu władzy natychmiast przystąpił do otwarcia mennic. Potwierdziwszy przede wszystkim na lat 30 przywilej nadany braciom Goeblom przez Zygmunta Augusta na wyłączne używanie „wynalezionej przez nich mennicznej prasy”, listem z dnia 24 kwietnia 1578 oddał zarząd koronnej mennicy Rafałowi Leszczyńskiemu, staroście radziejowskiemu, „upoważniając go do jej urządzenia tam, gdzie mu to najdogodniej wydawać się będzie”. Wkrótce potem pozwolił wspomnianym braciom Goeblom otworzyć podobną mennicę w Gdańsku, która miała pozostać też pod kontrolą Leszczyńskiego. Jednocześnie przypisał rodzaj monety w jednym i drugim miejscu bitej monety, oznaczył jej stopę, a skarbowi swemu pewną opłatę od każdej wyrobionej grzywny srebra tytułem zysku.
W latach czterdziestych XVII w. Szwedzi zainstalowali w mennicy inflanckiej dwie prasy walcowe, które wytłaczały na paskach metalu, przeciskających się przez parę walców, stemple wyryte ośmiokrotnie na obwodzie walców. O tempie produkcji walcowej świadczy fakt, iż w ciągu 1 minuty ośmiostemplowe walce obracały się 10 razy wybijając 80 monet.

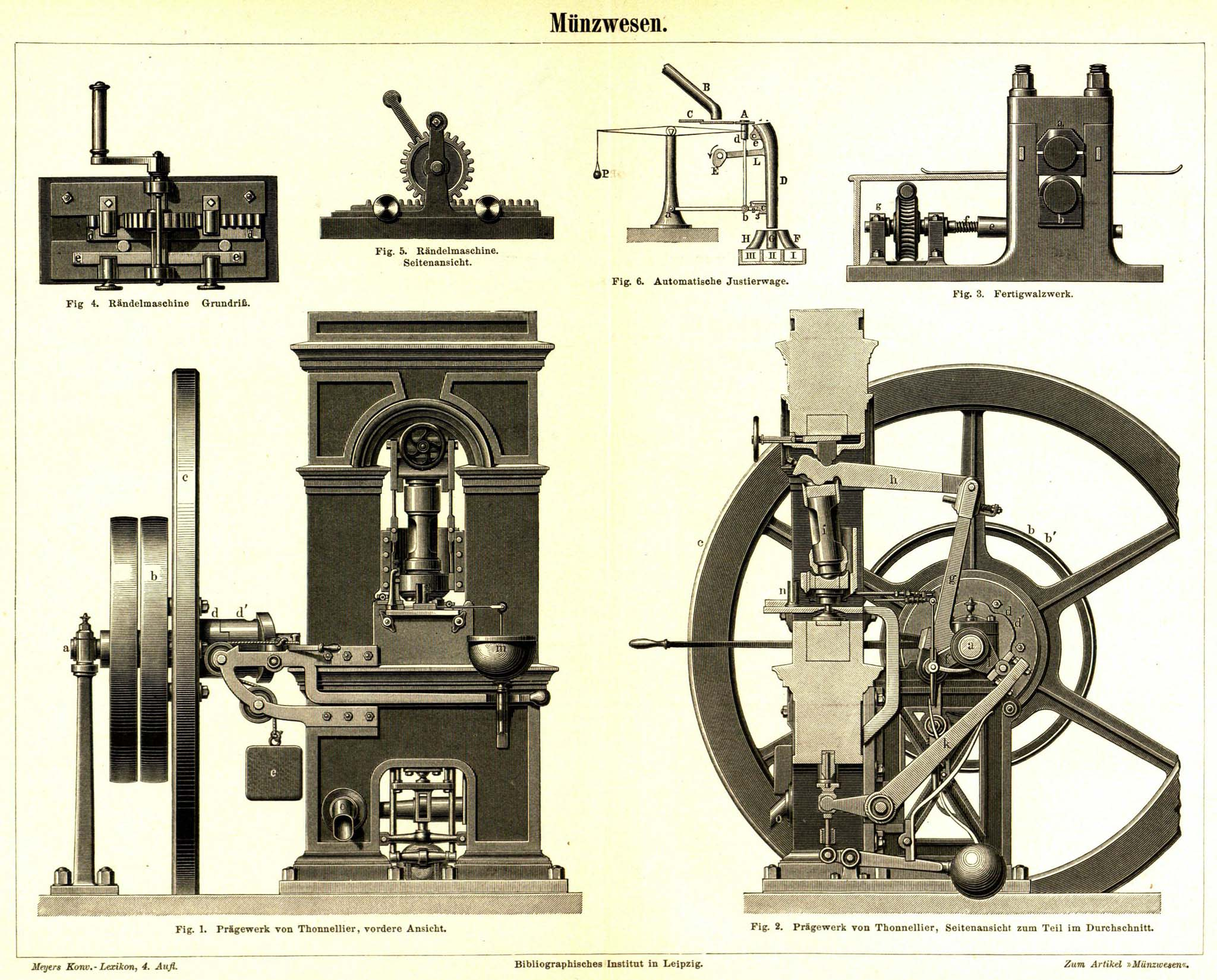

### 1764–1916

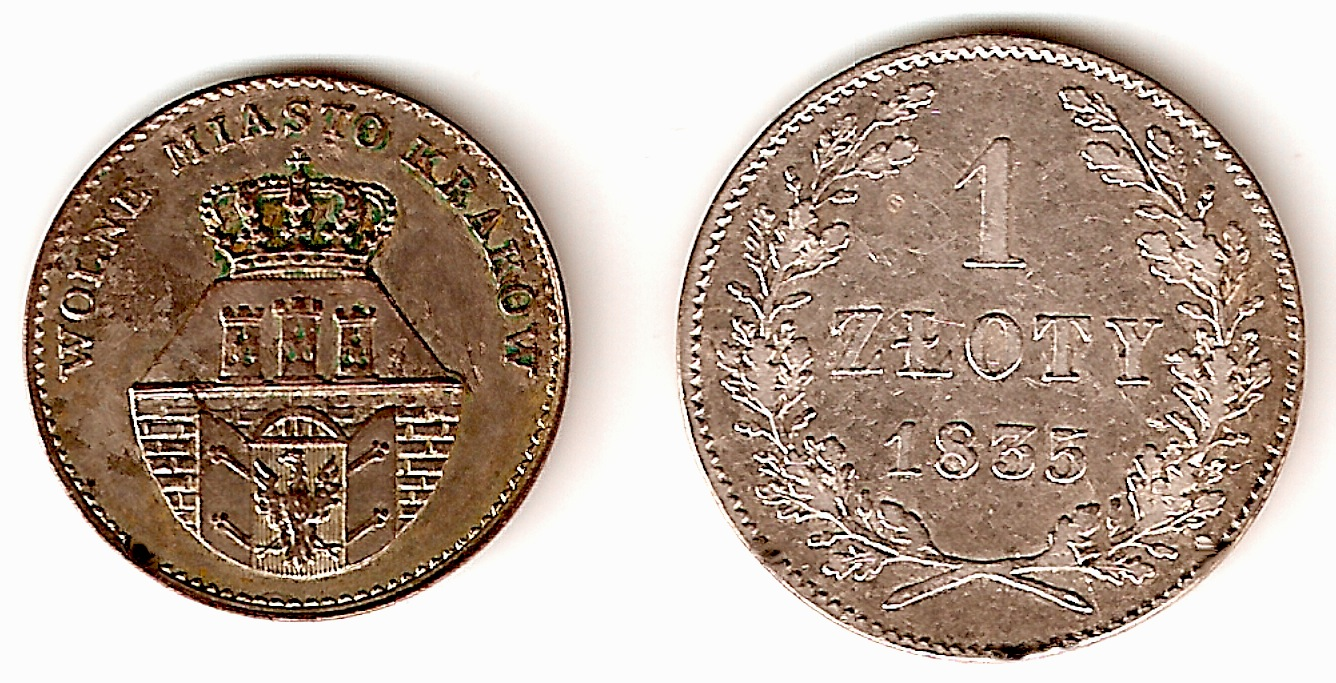
Monety Wolnego Miasta Krakowa: awers 5-groszówki i rewers złotówki krakowskiej wybite w mennicy cesarskiej w Wiedniu

Po latach wojen na tron polski 6 września 1764 wybrany został Stanisław August Poniatowski, którego koronacja miała miejsce 5 listopada 1764 roku. W momencie objęcia tronu przez Poniatowskiego w Rzeczypospolitej panował chaos monetarny od czasu wojen szwedzkich. Skomplikowane stosunki pieniężne powodowały upadek gospodarczy kraju i zanik handlu, co powodowało odpływ dobrej monety za granicę. Dodatkowo kraj zalewany był fałszywą monetą srebrną i złotą króla pruskiego Fryderyka Wielkiego. Sejm elekcyjny zobowiązał króla do uruchomienia nowej mennicy i bicia dobrej monety na mocy pacta conventa w artykule 45. W ten sposób powstała Mennica Warszawska, której spadkobierczynią jest dzisiejsza Mennica Polska. Dokonano reformy monetarnej, za podstawę przyjęto grzywnę kolońską (233 g) i przyjęto nowy polski system monetarny związany z niemieckim, jednak bez uwzględnienia pruskich stosunków monetarnych. Bicie złotych monet przyjęto według wzorców holenderskich.
Monety polskie bite za panowania króla Stanisława Augusta Poniatowskiego dzieli się na:
- monety koronne z Mennicy Krakowskiej (1765-1768) i Warszawskiej (1765-1795),
- monety toruńskie z Mennicy Toruńskiej (1764-1765),
- monety gdańskie z Mennicy Gdańskiej (1764-1767, 1793),
- monety lenne kurlandzkie z Mennicy Mitawskiej (1739–1740, 1763–1769, 1769–1795).

Dodatkowo planowano także bicie monet litewskich w Mennicy Grodzieńskiej oraz koronnych w Mennicy Elbląskiej, lecz nie zostały one zrealizowane. Mennice te były zamykane w miarę kurczenia się obszaru Rzeczypospolitej i kolejnych rozbiorów.
Mennica Gdańska działała ponownie w latach 1808–1812 po zajęciu przez wojska napoleońskie, czemu sprzyjał rozwój handlu w mieście stanowiącym bazę dla wojska. Ponownie zamknięta przez władze pruskie w 1813. W latach 1810–1815 działała także Mennica Warszawska bijąca monety Księstwa Warszawskiego, zamknięta po utworzeniu Królestwa Kongresowego. W 1813 w twierdzy Zamość oblężonej przez wojska rosyjskie gen. dywizji Maurycy Hauke polecił bić monety dla opłacenia zaległego żołdu, jednak wszystkie stemple i urządzenia mennicze zostały zniszczone przed poddaniem twierdzy. Swoją monetę biło też Wolne Miasto Kraków w 1835 w mennicy cesarskiej w Wiedniu, posługujące się monetą Królestwa Kongresowego pomimo prawa bicia monety na mocy ustaleń Kongresu wiedeńskiego. W latach 1815–1835 w Królestwie Kongresowym bito monety w Mennicy Warszawskiej zgodnie z konstytucyjnym do tego prawem, według nowego systemu monetarnego, w okresie powstania listopadowego monety bito na tych samych wzorach z usunięciem carskiego orła, dodatkowo partia monet powstała w Mennicy Petersburskiej. Mennica Warszawska działała w czasach zaborów, ale jej znaczenie stopniowo malało.
Kolejne monety były bite przez zaborców:
- w latach 1774–1777 i w 1794 w zaborze austriackim monety z węgierskiej mennicy Smolnik i Wiedeńskiej,
- w zaborze pruskim w latach 1796–1798, 1801, 1816-1818 monety pochodziły z mennic Berlińskiej, Wrocławskiej i Królewieckiej, dla Wielkiego Księstwa Poznańskiego pochodziły z mennic Berlińskiej i Wrocławskiej,
- w latach 1832–1864 po upadku powstania listopadowego ograniczono autonomię Królestwa Kongresowego i nastąpiła stopniowa rusyfikacja polskiego systemu monetarnego, monety pochodziły z Mennicy Warszawskiej lub Petersburskiej.

Ostatnią monetą z prawidłowo wybitą datą była kopiejka z 1864 z Mennicy Warszawskiej, gdyż 5 października 1867 roku mennicę tę zamknięto, a urządzenia przewieziono do Petersburga. W latach 1864–1916 nie wybito ani jednej monety w Polsce przeznaczonej dla Polski (w latach 1864–1867 w Mennicy Warszawskiej bito monety z datą 1840 aż do jej zamknięcia).

## Literatura
- Dariusz Ejzenhart, Herby i znaki mennicze na trojakach polskich, Wrocław: GS Media Grzegorz Szajuk, 2008, ISBN 978-83-926876-0-3, OCLC 749672048. Brak numerów stron w książce
- Dariusz Ejzenhart, Ryszard Miller, Monety 24-krajcarowe z mennic śląskich, Wrocław: [Dariusz Ejzenhart], 2009, ISBN 978-83-926876-4-1, OCLC 751145067. Brak numerów stron w książce
- Dariusz Ejzenhart, Ryszard Miller, Monety 3-krajcarowe z mennic śląskich, Wrocław: [Dariusz Ejzenhart], 2012, ISBN 978-83-926876-1-0, OCLC 838608441. Brak numerów stron w książce